# ボグ

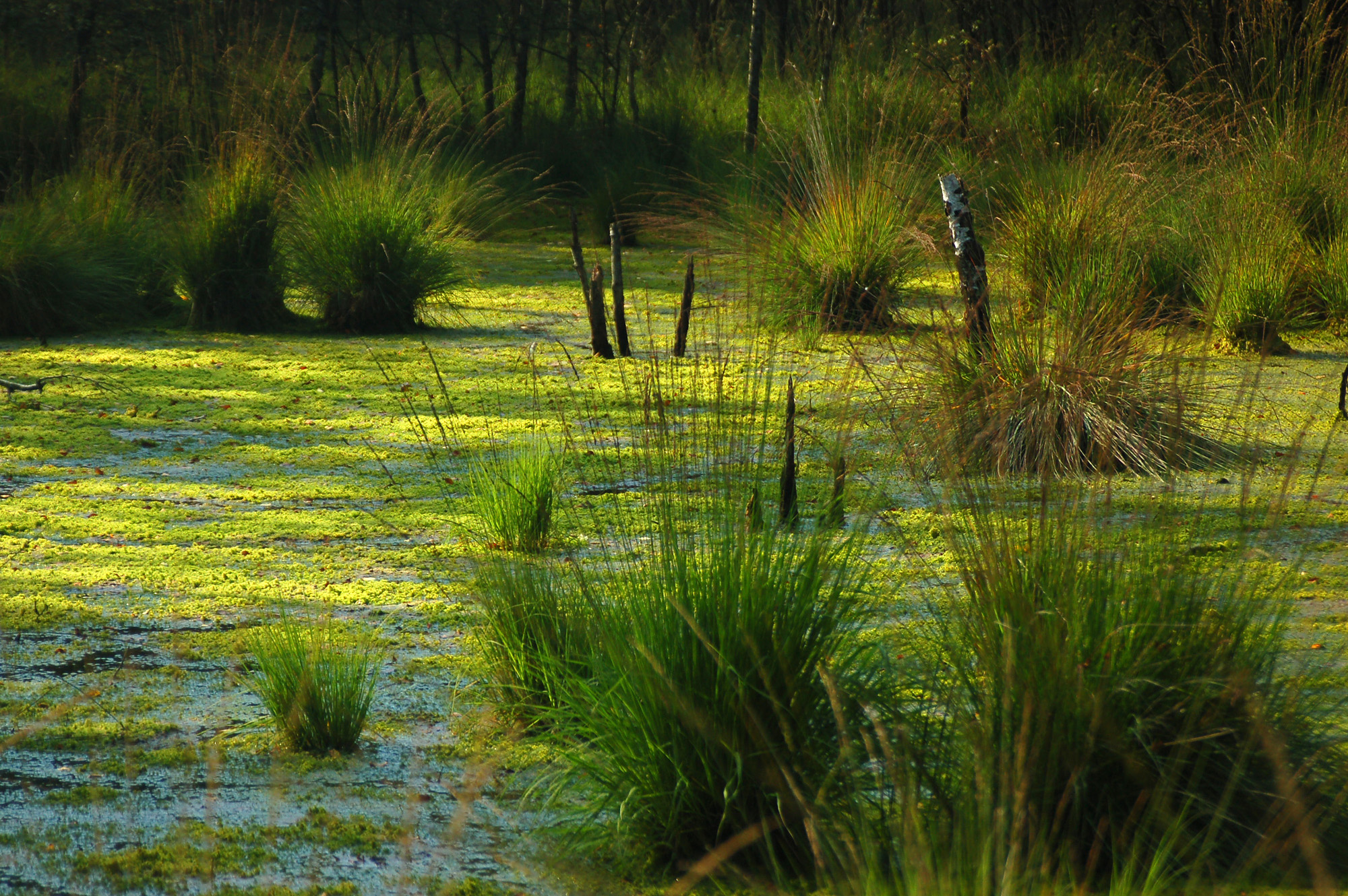
リュットヴィットモーア (Lütt-Witt Moor) ／ドイツ北部はシュレースヴィヒ＝ホルシュタイン州のヘンシュテット＝ウルツブルク近郊に所在するムーア。

ボグ（英: bog）は、酸性の泥炭が蓄積している湿原である。日本語ではほかに「泥炭地（でいたんち）」「湿原」「沼沢地（しょうたくち）」ともいう。
ムーア (moor) という湿原も意味合い的にはほぼ同類である。日本でいう、沼の部類の一種に当たる。
泥炭は、水分量が多く酸性の環境下で植物の遺骸が分解されずに蓄積されたもので、一般的には、スギゴケやミズゴケなどのコケ植物が主成分となっている。
泥炭地は、主に北半球の高緯度地域や寒冷地に多く分布しており、カナダ、ロシア、スカンジナビア半島、イギリス、アイルランド、ベルギー、ドイツ、ポーランドなどの国々に広がっている。
しかし、泥炭地の開発や農業、鉱業、泥炭の採掘による環境破壊が問題とされている。泥炭地が破壊されることで、大量の温室効果ガスが放出され、地球温暖化が加速される可能性が示唆されているためである。そのため、泥炭地の保護や持続可能な利用が求められています。国際的な保護活動や、泥炭地の再生プロジェクトも実施が昨今では検討されている。